# Escles
Escles é uma comuna francesa na região administrativa do Grande Leste, no departamento de Vosges. Estende-se por uma área de 22.54 km². Em 2010 a comuna tinha 447 habitantes (densidade: 19,8 hab./km²).